# Trojićke (hromada Oczeretyne)
Trojićke (ukr. Троїцьке) – wieś na Ukrainie, w obwodzie donieckim, w rejonie pokrowskim. W 2001 liczyła 239 mieszkańców.